# Już nie żyjesz
Już nie żyjesz – amerykański serial (czarna komedia), którego twórcą jest Liz Feldman. Nominowany m.in. do nagrody Emmy dla najlepszego serialu komediowego.
Wszystkie 10 odcinków pierwszej serii zostało udostępnionych 3 maja 2019 na platformie Netflix. 8 maja 2020 udostępniono drugą serię. Netflix zapowiedział, że trzeci sezon produkcji będzie ostatnim.

## Fabuła
Serial opowiada o Jen Harding, wdowie, która szuka zabójcy męża potrąconego przez samochód. Na spotkaniach grupy wsparcia poznaje Judy Hale, z którą zaprzyjaźnia się. Judy stara się za wszelką cenę ukryć pewną tajemnicę przed Jen.

## Obsada

### Główna
- Christina Applegate jako Jen Harding[3]
- Linda Cardellini jako Judy Hale[4]
- James Marsden jako Steve Wood[5]
- Max Jenkins jako Christopher Doyle[6]
- Sam McCarthy jako Charlie Harding[7]
- Luke Roessler jako Henry Harding[6]
- Edward Asner jako Abe Rifkin[5]

### Role drugoplanowe
- Diana Maria Riva jako Ana Perez[8]
- Keong Sim jako pastor Wayne
- Brandon Scott jako Nick
- Valerie Mahaffey jako Lorna Harding

## Odcinki
| Nr | #  | Tytuł               | Reżyseria      | Scenariusz              | Premiera w Netflix | Premiera w Netflix Polska |
| -- | -- | ------------------- | -------------- | ----------------------- | ------------------ | ------------------------- |
| 1  | 1  | Pilot               | Amy York Rubin | Liz Feldman             | 3 maja 2019        | 3 maja 2019               |
| 2  | 2  | Maybe I'm Crazy     | Amy York Rubin | Liz Feldman             | 3 maja 2019        | 3 maja 2019               |
| 3  | 3  | It's All My Fault   | Abe Sylvia     | Anthony King            | 3 maja 2019        | 3 maja 2019               |
| 4  | 4  | I Can't Go Back     | Abe Sylvia     | Kate Robin              | 3 maja 2019        | 3 maja 2019               |
| 5  | 5  | I've Gotta Get Away | Minkie Spiro   | Abe Sylvia              | 3 maja 2019        | 3 maja 2019               |
| 6  | 6  | Oh My God           | Minkie Spiro   | Njeri Brown             | 3 maja 2019        | 3 maja 2019               |
| 7  | 7  | I Can Handle It     | Kat Coiro      | Emma Rathbone           | 3 maja 2019        | 3 maja 2019               |
| 8  | 8  | Try to Stop Me      | Kat Coiro      | Kelly Hutchinson        | 3 maja 2019        | 3 maja 2019               |
| 9  | 9  | I Have to Be Honest | Geeta Patel    | Rebecca Addelman        | 3 maja 2019        | 3 maja 2019               |
| 10 | 10 | You Have to Go      | Geeta Patel    | Liz Feldman, Abe Sylvia | 3 maja 2019        | 3 maja 2019               |

## Produkcja
5 kwietnia 2018 roku platforma Netflix ogłosiła zamówienie pierwszego sezonu serialu.
W lipcu 2018 roku poinformowano, że główną rolę zagra Christina Applegate. W kolejnym miesiącu obsada serialu powiększyła się o: Lindę Cardellini,  Maxa Jenkisa oraz Luke Roesslera. We wrześniu 2018 roku poinformowano, że James Marsden i Edward Asner dołączyli do obsady. W kolejnym miesiącu ogłoszono, że Sam McCarthy i Diana Maria Riva zagrają  w komedii..
4 czerwca 2019 roku platforma Netflix zamówiła drugi sezon.
6 lipca 2020 potwierdzono produkcję trzeciego sezonu, który jest ostatnim.